# 정보처리학회
정보처리학회(情報処理学会, Information Processing Society of Japan, IPSJ)는 일본의 컴퓨팅 학습 학회이다. 1960년에 설립되었으며 일본 도쿄도에 본사가 있다. IPSJ는 주로 일본어로 된 잡지와 여러 전문 저널을 출판하고, 역시 주로 일본어로 진행되는 컨퍼런스와 워크숍을 후원한다. 회원 수는 거의 20,000명에 달한다. IPSJ는 국제정보처리연맹의 정회원이다.

## 출판
IPSJ는 하나의 잡지, 여러 개의 저널 및 여러 동료 검토 거래를 출판한다. 이들 간행물의 대부분은 주로 일본어로 된 기사와 동료 심사 논문을 담고 있지만, 특히 거래 관련 특별 사안에 대해서는 영어로 된 일부 기사도 허용한다.